# لونزا
لونزا (انگلیسی: Lonza Group) شرکت صنایع شیمیایی سوئیسی است، که در زمینه مهندسی و تولید محصولات زیست‌فناوری، همچنین ارائه خدمات توسعه محصولات زیست‌دارویی، داروهای تجویزی و محصولات زیستی فعالیت می‌کند. شرکت لونزا در سال ۱۸۹۷ تأسیس شد. دفتر مرکزی این شرکت در شهر بازل، سوئیس قرار دارد و بخشی از سهام آن در بازارهای بورس سیکس سوئیس و بورس سنگاپور معامله می‌شود.